# Париска жена (роман)
Париска жена (тур. The Paris Wife) је историјски фиктивни роман Поле Меклејн из 2011. године који је постао бестселер Њујорк Тајмса. То је измишљени извештај о браку Ернеста Хемингвеја са првом од његове четири жене, Хедли Ричардсон. Меклејн је одлучила да пише из Хадлијеве перспективе након читања Покретног празника, Хемингвејевог постхумно објављеног романа 1964. године о његовим раним годинама у Паризу. Меклејн је истраживала њихове биографије, писма и Хемингвејеве романе. The Sun Also Rises (Сунце се поново рађа) посвећено је Хедлијевом и његовом сину.

## Радња
Париска жена је прича о амбицијама и издаји, о изузетном времену и љубави двоје незаборавних људи: Ернеста Хемингвеја и његове жене Хедли.
Париска жена фокусира се на романсу, брак и развод Ернеста Хемингвеја и његове прве супруге Хедли Ричардсон, који су се упознали када је Хемингвеј имао 20 година, а Ричардсон 28. Чикаго, 1920. Хедли Ричардсон је тиха девојка која је скоро одустала од љубави и среће. Када сретне Ернеста Хемингвеја, живот ће јој се сасвим променити.
Убрзо се венчавају и пресељавају у Париз, где се Хемингвеј спријатељио са Езром Паундом, Ф. Скотом Фицџералдом, Гертрудом Стајн и Џемсом Џојсом.
Иако су били веома заљубљени, Хемингвејеви нису били припремљени за живот испуњен пићем и брзином у Паризу захваћеном ером џеза, који не вреднује традиционалне појмове породице и моногамије. Окружен прелепим женама и супарничким сујетама, Ернест је с муком тражио глас који ће му обезбедити место у историји и претаче све богатство и жестину живота с Хедли и њиховим кругом пријатеља у роман Сунце се поново рађа. За то време Хедли се труди да очува своје биће док захтеви живота с Ернестом постају све тежи, а њена улога супруге, пријатељице и музе постаје све изазовнија. Упркос њиховој изузетној везаности, ипак се суочавају с крајњом кризом брака – издајом која ће довести до пропасти свега за шта су се тако снажно борили.
Хедли види отворене бракове / везе супругових пријатеља и сумња да има аферу с Дуфом Твисден све док се не појави његова књига The Sun Also Rises (Сунце се поново рађа) и тада Хедли схвата да је њихова посебна веза зато што је Дуф искра која је запалила првог Хемингвејевог најбољег продавача. Постоје и додатна напрезања док Хемингвеј гура своју сатиру на Шервуда Андерсона, што одобрава нова пријатељица његове супруге Полин Фајфер - брак се распада када Хемингвеј започне аферу с Полин Фајфер.

## Пријем
Париска жена била је популарна међу читаоцима и „доспела је на врх листе најпродаванијих књига Њујорк Тајмса убрзо након објављивања 2011. Ауторка Хелен Симонсон похвалила је књигу због "њеног приказивања два страствена, а са људским недостатком људи који се боре против немогућих шанси - сиромаштва, уметничке ревности, деструктивних пријатељстава - како би се држали једни за друге". С друге стране, књижевна критичарка Џанет Маслин критиковала је Меклејнову Хедли Ричардсон као „тврдоглаву досаду“.